# Mariano Melgar
Mariano Lorenzo Melgar Valdivieso (Arequipa, 10 agosto 1790 – Umachiri, 12 marzo 1815) è stato un poeta e rivoluzionario indipendentista peruviano.
Sul piano letterario, è conosciuto per aver dato spazio nelle sue opere ai yaraví (canti sentimentali di origine popolare). Secondo molti critici, fu il precursore del Romanticismo in America e l'iniziatore di una letteratura autenticamente peruviana.
Partecipò alla guerra per l'indipendenza del Perù dal dominio spagnolo, unendosi all'esercito di Mateo Pumacahua (1814). Fatto prigioniero nella battaglia di Umachiri (11 marzo 1815) venne fucilato sul posto il giorno seguente all'età di 24 anni.